# Обделённые
«Обделённые» (англ. The Dispossessed, An Ambiguous Utopia) — роман американской писательницы-фантаста Урсулы Ле Гуин, другое название «Обездоленный». Опубликован в 1974 году, удостоен премий «Небьюла» (1974), «Хьюго» (1975), «Локус» (1975) и Прометей (1993). Входит в Хайнский цикл. Опубликован в России в 1994 году в переводе Натальи Ачеркан, под названием «Обездоленный». В 1997 вышло второе издание романа в переводе Ирины Тогоевой. Подзаголовок романа An Ambiguous Utopiа, что можно перевести как «неоднозначная, двуликая Утопия», в русских переводах не отражен. Название романа при нормальном переводе означает «Не владеющие собственностью» или «Не собственники» и предположительно является аллюзией на название романа Достоевского «Бесы» (в одном из популярных английских переводов — The Possessed, букв. Одержимые).

## Сюжет

### Предыстория
В 769 году IX тысячелетия (примерно за 150 лет до начала основного действия романа) на планете Уррас в государстве Тху происходит восстание.
После победы революции в Тху лидеры государства А-Йо, опасаясь повторения подобного сценария, заключают сделку с собственными революционерами, одонийцами, последователями анархического учения. Одонийцам передается планета Анаррес, почти непригодная для жизни и населённая в основном шахтёрами, прибывшими по контракту на несколько лет работы. Одонийцы принимают эти условия и на кораблях, переданных А-Йо, улетают на Анаррес. После этого почти все контакты между планетами прекращаются. Ведется редкий товарный обмен.

### Основной сюжет
Главный герой романа — Шевек, гениальный физик с Анарреса. В первой сюжетной линии рассказывается о его жизни на Анарресе, начиная с рождения и до отлёта на Уррас. Во второй линии повествуется о первом за долгое время путешествии анаррести на Уррас.
Общество Анарреса — это попытка воплощения утопии анархизма, в нем нет денег и собственности, нет руководителей, нет законов и полиции. Это общество братства, общество революционеров, которые договорились с враждебным им правительством планеты Уррас заселить необитаемую планету. Но у этого общества есть и изнанка, обусловленная человеческой природой. Несмотря на формальное отсутствие начальства, есть общественное мнение и авторитеты. Несмотря на добровольность труда, многие талантливые люди не могут найти применения своим творческим способностям из-за их «ненужности». Шевек — один из них. Долгое время он работал над научной теорией, способной перевернуть практику длительных межпланетных перемещений. Но аннарести, в отличие от уррасти не летают в космос. Научный «консультант» Шевека — Сабул — имеет возможность не печатать работы Шевека, не давать ему общаться с ученым Урасса. Но Сабул тщеславен и за соавторство печатает первую книгу Шевека, хотя не сделал ничего для её написания. Однако из-за конкуренции и зависти сотрудников Синдиката Шевек был уволен из института физики и не имеет возможности продолжать исследования.
Поэтому Шевек и его друг Бедап создают Синдикат Инициативных Людей, что позволяет опубликовать многие работы, наладить радиосвязь с Уррасом, возродить культурный обмен. Но в обществе Анарреса это вызывает крайне негативную реакцию. Анаррести привыкли ненавидеть уррасти, членов Синдиката называют предателями. Шевек, его родные и все члены Синдиката сталкиваются с ненавистью окружающих.
По совету своей «жены» Таквер (на Анарресе нет брака) Шевек решает отправиться на Уррас. Он хочет, чтобы его труд наконец оценили. Для Синдиката это протест против ненависти и конформизма. Но отправляясь на Уррас, Шевек рискует своей жизнью. На космодроме толпа пытается закидать его камнями. Противники грозят убить Шевека, едва тот вернётся домой.
На Уррасе, в сильнейшем на планете государстве А-Йо Шевек первоначально испытывает творческий кризис. Но вдохновение возвращается к нему, когда он участвует в народных волнениях. В результате Шевек заканчивает свою работу, создаёт математическую теорию, обосновывающую принципы мгновенной связи и мгновенной транспортировки. В других книгах Хайнского цикла описаны созданные на основе теории Шевека технологии. Это ССК — сверхсветовые автоматические корабли, непригодные для перемещения живых существ, но позволяющие мгновенно наносить удары по удалённым на межзвёздные расстояния целям (описаны в «Мире Роканнона»), и, главное, ансибл — устройство мгновенной связи, позволившее объединить землян и других потомков хейнитов в Лигу Всех Миров, или «Ойкумену».
Осознавая, насколько важно его открытие, не доверяя руководителям государства А-Йо и опасаясь монополизации полученных на базе открытия технологий, Шевек по радио передаёт свою работу послу Земли (Терры). Его открытие, таким образом, становится достоянием всех планет, населённых людьми, а не только Урраса.

## Структура романа
Сюжетные линии развиваются параллельно друг другу. В романе тринадцать глав. По месту действия шесть из них называются Анаррес, пять — Уррас. В первой главе описывается перелёт с Анарреса, она называется Анаррес-Уррас, последняя — Уррас-Анаррес.
- Книга «Одежды Кайана» издана в 1994 году. Кроме «Обездоленного» (в переводе Натальи Ачеркан) в неё вошли два романа Баррингтона Бейли «Курс на столкновение» и «Одежды Кайана». Эта книга не имеет ISBN, также отсутствует название издательства, выпустившего книгу, указано только место издания — город Москва[4].
- Приквел романа — рассказ «За день до революции», написанный в 1974 году и рассказывающий о последних днях жизни Лайи Асьео Одо, основательницы одонизма. Рассказ удостоен премий «Небьюла» (1974) и «Локус» (1975)[5].